# PRIDE 25
PRIDE 25: Body Blow fue un evento de artes marciales mixtas producido por PRIDE Fighting Championships, celebrado el 16 de marzo de 2003 en el Yokohama Arena de Yokohama.

## Resultados
1. ↑  Por el Campeonato Mundial de Peso Pesado del PRIDE FC.
2. ↑  Pelea de contendiente 1°.